# الدم ليس ماء عذبا (فلم)
الدم ليس ماءً عذبًا (بالإنجليزية: Blood Is Not Fresh Water) هو فيلم إثيوبي صدر عام 1997 من إخراج ثيو إشيتو.

## رابط خارجي
- Blood is Not Fresh Water  في قاعدة بيانات الأفلام على الإنترنت (بالإنجليزية)